# Twilight of the Gods (singel)
Twilight of the Gods – jest singlem promującym płytę Twilight of the Gods szwedzkiego zespołu Bathory. Wydany 4 listopada 1991 roku.

## Lista utworów
1. "Twilight of the Gods" (wersja skrócona) – 10:05
2. "Under the Runes" – 05:56
3. "Hammerheart" – 04:42

## Twórcy
- Ace "Quorthon Seth" Thomas Forsberg – śpiew, gitara, gitara basowa, perkusja